# Astragalus curvirostris
Astragalus curvirostris es una especie de planta del género Astragalus, de la familia de las leguminosas, orden Fabales.

## Distribución
Astragalus curvirostris se distribuye por Irak e Irán.

## Taxonomía
Fue descrita científicamente por Boiss. Fue publicada en Diagn. Pl. Orient. 6: 38 (1846).